# Трудолюбовка (Снигирёвский район)
Трудолюбовка (укр. Трудолюбівка) — село в Снигирёвском районе Николаевской области Украины.
Основано в качестве еврейской земледельческой колонии.
Население по переписи 2001 года составляло 441 человек. Телефонный код — 5162.

## История
В 1946 году указом ПВС УССР хутор № 13 переименован в Трудолюбовку.

## Местный совет
57350, Николаевская обл., Снигирёвский р-н, с. Першотравневое, ул. Ленина, 30